# 高照容
高 照容（こう しょうよう、? - 496年）は、北魏の孝文帝の貴人（側室）。宣武帝の生母で、皇后として追尊された。高肇の妹、宣武帝の皇后高英のおばにあたる。

## 経歴
高句麗の高颺と蓋氏のあいだに生まれた。13歳のとき、一家とともに北魏に移住すべく西に向かった。龍城鎮に到着すると、鎮の官吏が照容の美質を報告し、後宮に入れるべきむね上表した。照容が平城に到着すると、文明太后が北部曹におもむき、照容の姿を見て後宮に入れさせた。483年（太和7年）閏四月に元恪（宣武帝）を、488年（太和12年）に元懐（広平王）を、489年（太和13年）に元瑛（長楽公主）を生んだ。496年（太和20年）、照容は平城から洛陽に移る途中、汲郡の共県で突然死した。一説に馮昭儀が派遣した人物に殺害されたという。諡は文昭貴人といった。499年（太和23年）、宣武帝が即位すると、文昭皇后の諡号が贈られて追尊された。

## 伝記資料
- 『魏書』巻13 列伝第1
- 『北史』巻13 列伝第1
- 魏文昭皇太后山陵誌銘（高照容墓誌）